# مرنغ

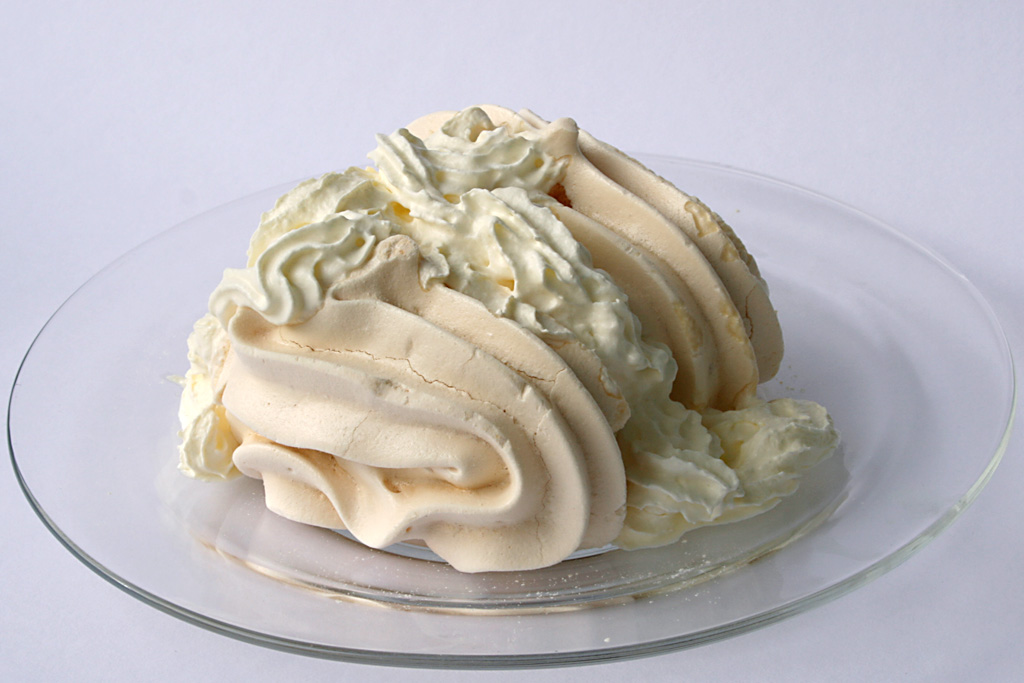
كريمة المارينغ (Meringue Frosting)، مع كريمة قشدة مخفوقة.

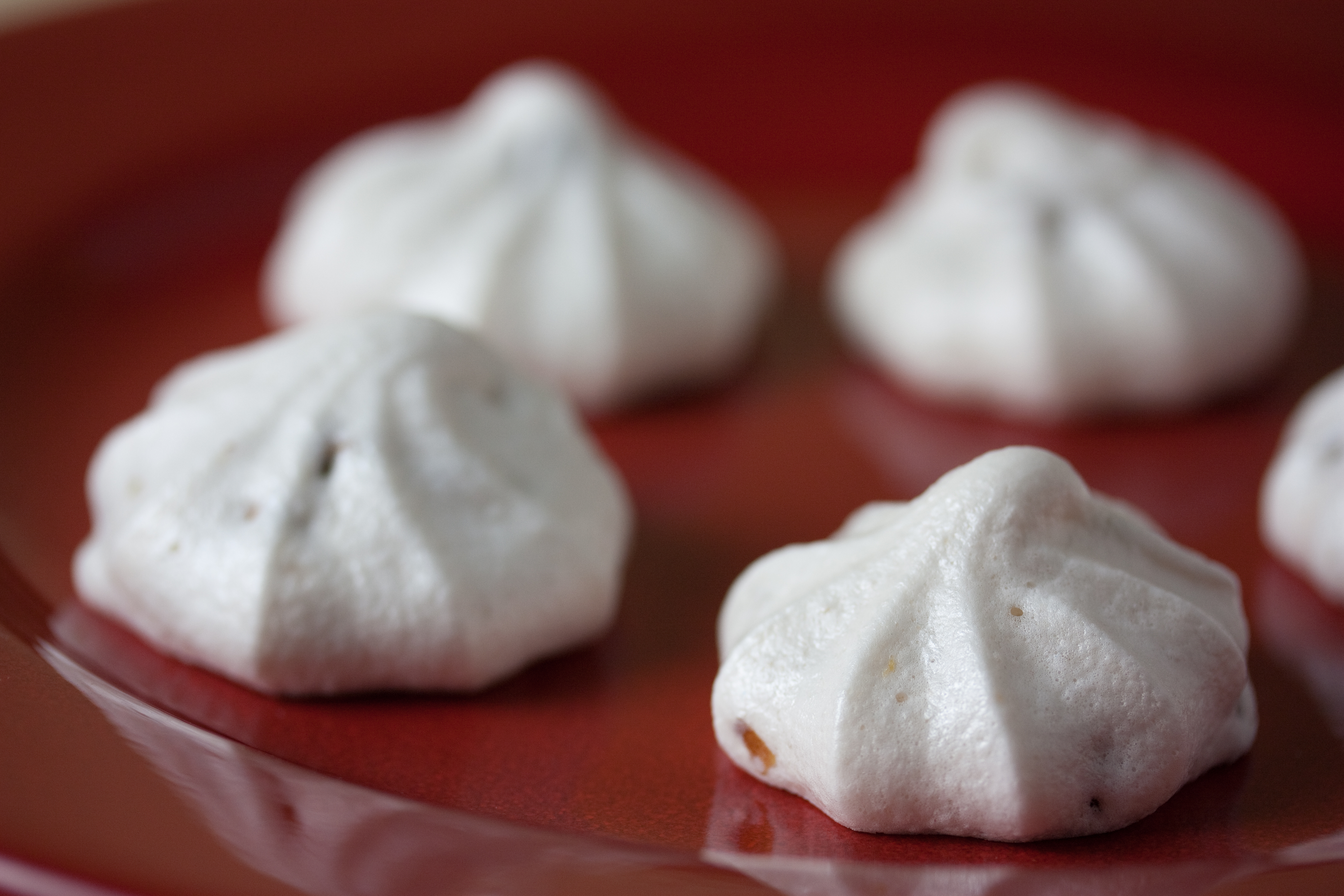
شكل نجوم من حلوى المرنغ المُتصلبة.

المَرَنْغ او المرينج «بيض اللكلك أو بيض اللقلق كما في العراق» (بالإنجليزية: Meringue)‏ هو نوع من الحلوى ويغلب أن يرتبط بالمطبخ الإيطالي والسويسري والفرنسي. يُصنع عادةً من بياض البيض المخفوق والسكر، وفي بعض الأحيان مكون حمضي مثل الليمون أو الخل أو كريم الطرطر المعروف بحمض الطرطريك (Tartaric Acid). يمكن إضافة عامل ربط مثل الملح أو الدقيق أو الهُلام إلى البيض أيضًا. المفتاح لتشكيل المَرَنغ الجيد هو تكوين قمم قاسية عن طريق تشويه بروتين البيض (بروتين في بياض البيض) عن طريق القص الميكانيكي. يَغلب أن يُطَعّم المَرَنْغ بالفانيليا، أو كم قليل من عصير التفاح أو البرتقال. تقدّم هذه الحلوى باردة مع المثلجات وتزيّن بالكريمة والفاكهة.